# 支教
支教是指支援落后地区乡镇中小学校教育和教学管理工作，又稱義教。支教通常是由经济发达地區的大學生或已經畢業的受過高中等教育的志願者發起。支教可以短至數天，也可以長至數年。

## 中國大陆的支教
中國大陆的支教通常是由東向西，即是由身在東邊的志願者往西邊的貧苦學校支持教育工作。政府政策中對西部支教的單位，有可能提供交通津貼和每月600元的生活津貼。
目前，在校大学生多以个人名义，或集体组织以学校“三下乡”的名义，多在中西部偏远山村进行支教。

## 世界性支教
目前不少國際志願團體也有進行支教工作。

## 外部連結
- . 2023-08-09  [2024-11-04]. （原始内容存档于2025-03-23）.